# Magyarbece

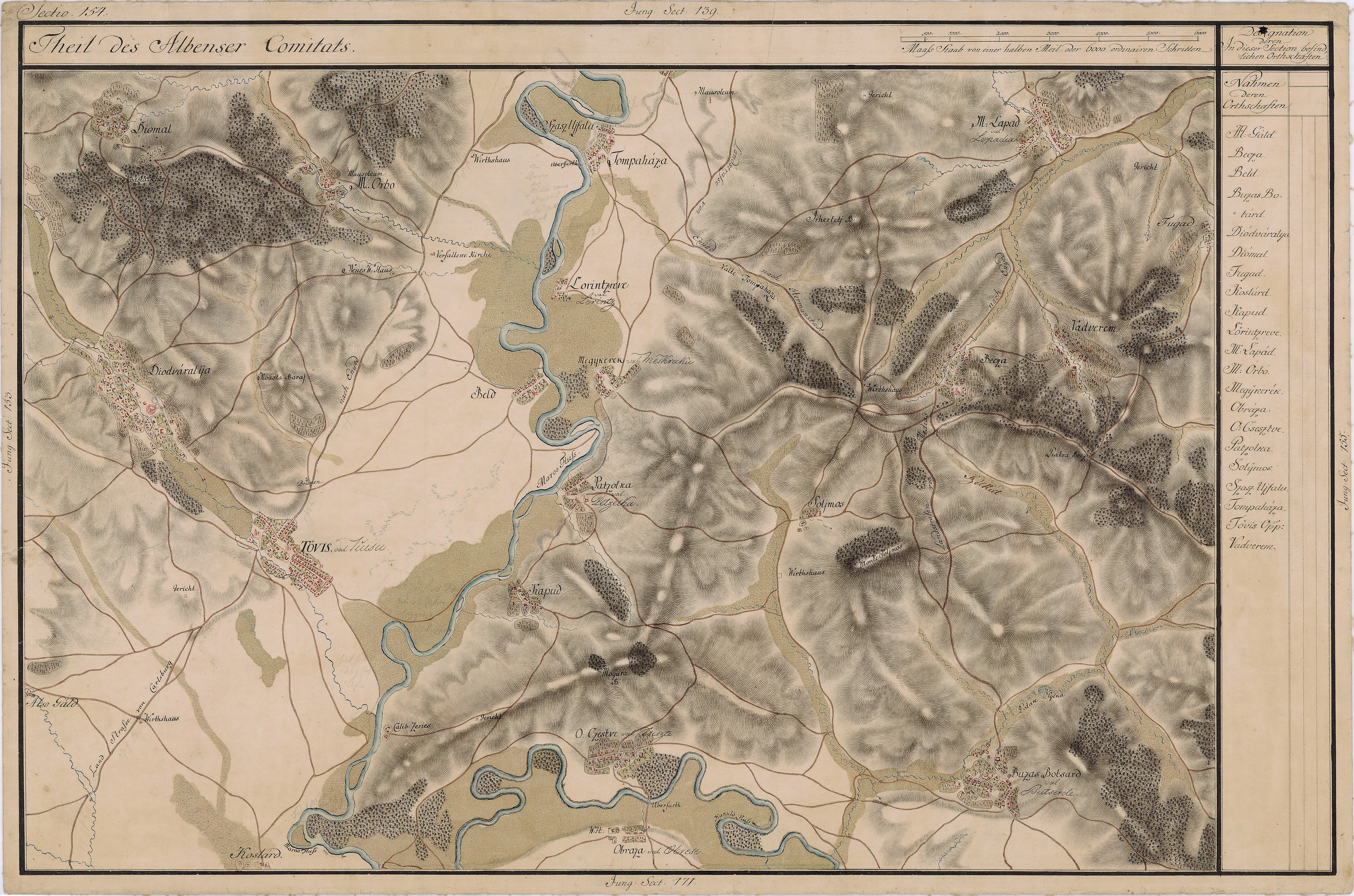
Magyarbece környéke 1770 körül

Magyarbece (románul: Beța, németül: Benzendorf) falu Romániában, Fehér megyében, Nagyenyedtől délkeletre.

## Története
Első említése 1272-ből maradt fenn Bece néven. 1332]ben már plébániatemploma volt, a reformáció korában a falu reformátussá lett. A 16. században már a losonci báró Bánffy család birtoka volt. Az 1766-ban készült összeírás szerint a Bece, Karácsonyfalva és Solymos falvakból álló református egyházközséghez 300 férfi és 240 nő tartozott. Az első iskolaépületet 1871-ben emelték, addig a tanítás egy csűrben folyt. A falu híres volt barackjáról és cseresznyéjéről, amelyet az enyedi és marosvásárhelyi piacon adtak el. 1992-ben a lakosság 92%-a magyar volt.

## Népzene
Pávai István (szerk.): Nagyenyed vidéki magyar és román népzene. A magyarbecei Kulcsár Ferenc bandája (CD). Hagyományok Háza, Budapest, 2006.
Pávai István (szerk.): Az Erdélyi Hegyalja népzenéje. Magyarbece (CD). Új Pátria sorozat. Válogatás az Utolsó Óra program gyűjteményéből. Fonó Budai Zeneház–Hagyományok Háza, Budapest, 2010.
A hagyományok részben napjainkban is fennmaradtak. Például  kántáláskor a konfirmált fiúk éjjel 12 óra után mennek a konfirmált lányokhoz. Ameddig egy lány nem konfirmál, addig járhat ő is kántálni családokhoz. Miután konfirmált, várnia kell a nagyobb (konfirmált) fiúkat.

## Híres emberek
- 1914–1924 között itt szolgált református lelkészként Gruzda János festő.
- Szántó Ferenc parasztprímás, adatközlő népzenész.